# Сюндоффен
Сюндоффен (фр. Sundhoffen) — коммуна на северо-востоке Франции в регионе Гранд-Эст (бывший Эльзас — Шампань — Арденны — Лотарингия), департамент Верхний Рейн, округ Кольмар — Рибовилле, кантон Кольмар-2. До марта 2015 года коммуна административно входила в состав упразднённого кантона Андольсайм (округ Кольмар).
Площадь коммуны — 12,75 км², население — 1935 человек (2006) с тенденцией к стабилизации: 1928 человек (2012), плотность населения — 151,2 чел/км².

## Население
Численность населения коммуны в 2011 году составляла 1921 человек, а в 2012 году — 1928 человек.
| 1962 | 1968 | 1975 | 1982 | 1990 | 1999 | 2006 | 2008 | 2011 | 2012 |
| ---- | ---- | ---- | ---- | ---- | ---- | ---- | ---- | ---- | ---- |
| 812  | 872  | 1299 | 1670 | 1756 | 1911 | 1935 | 1942 | 1921 | 1928 |

Динамика населения:

## Экономика
В 2010 году из 1309 человек трудоспособного возраста (от 15 до 64 лет) 975 были экономически активными, 334 — неактивными (показатель активности 74,5 %, в 1999 году — 75,8 %). Из 975 активных трудоспособных жителей работали 920 человек (491 мужчина и 429 женщин), 55 числились безработными (29 мужчин и 26 женщин). Среди 334 трудоспособных неактивных граждан 103 были учениками либо студентами, 168 — пенсионерами, а ещё 63 — были неактивны в силу других причин.
На протяжении 2011 года в коммуне числилось 801 облагаемое налогом домохозяйство, в котором проживало 1895,5 человек. При этом медиана доходов составила 24315 евро на одного налогоплательщика.

## Достопримечательности (фотогалерея)

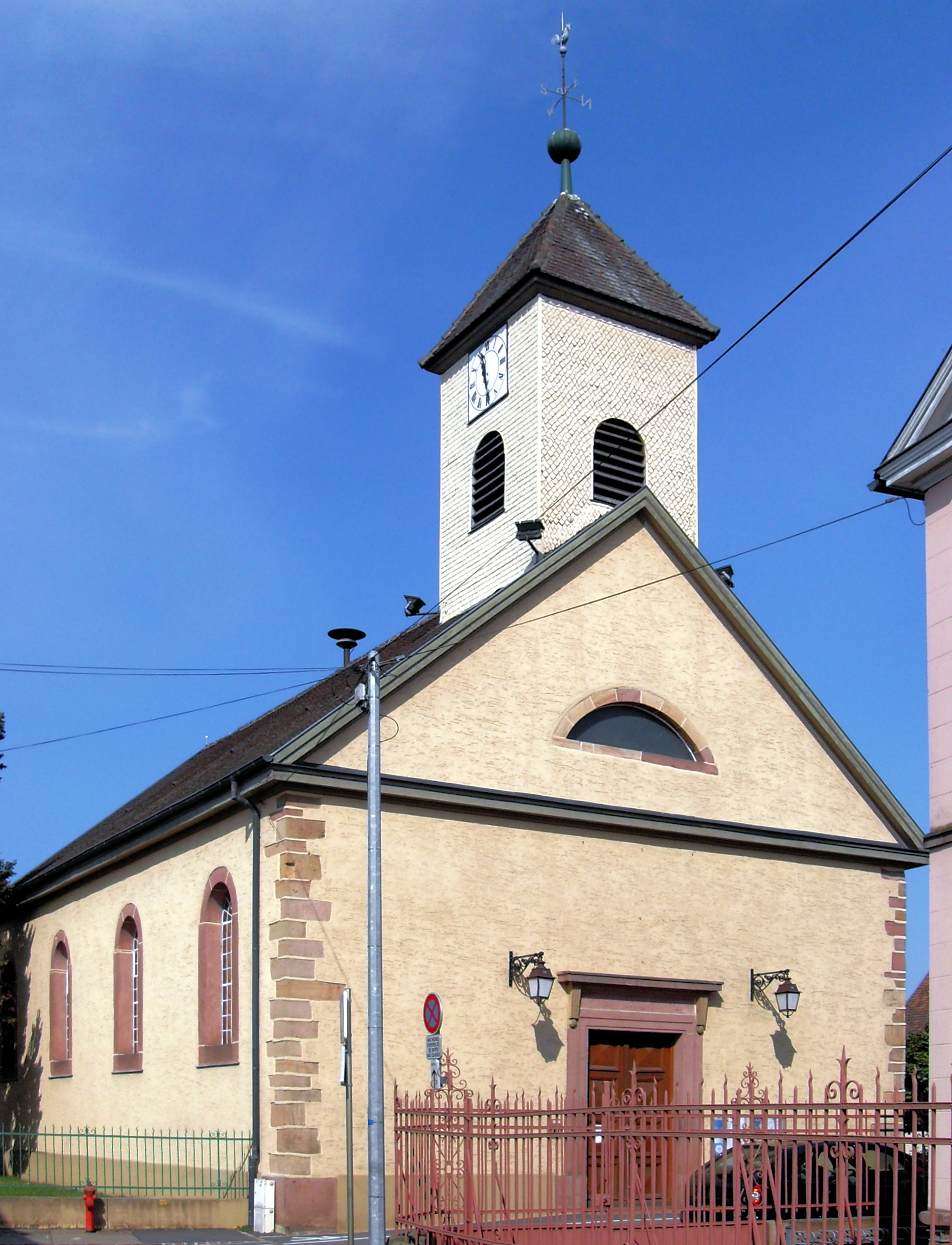
Церковь Сен-Жозеф